# Claude Joseph Geoffroy
Claude Joseph Geoffroy (1685 – 1752), foi o irmão de Étienne François Geoffroy.
Como seu irmão, ele foi um farmacêutico e químico. Tendo um considerável conhecimento de botânica, ele devotou-se especialmente ao estudo dos óleos essenciais e plantas.
Ele é conhecido como Geoffroy, "O Jovem" para distinguí-lo de seu irmão, Geoffroy, "O Mais Velho". Embora, isto conduza a confusão com seu contemporâneo Claude François Geoffroy (1729–1753) o qual é conhecido como "Claude Geoffroy O Jovem".